# Dvinskij Kanal
Dvinskij Kanal (vitryska: Дзвінскі Канал) är en kanal i Belarus. Den ligger i den centrala delen av landet, 170 km söder om huvudstaden Minsk.
Omgivningarna runt Dvinskij Kanal är en mosaik av jordbruksmark och naturlig växtlighet. Runt Dvinskij Kanal är det glesbefolkat, med 16 invånare per kvadratkilometer.